# Wskaźniki wzrostu gospodarczego kraju
Wskaźniki wzrostu gospodarczego kraju – zespół odpowiednio przygotowanych i przetworzonych danych statystycznych przedstawiających pewne wycinki życia gospodarczego kraju.
Porównywanie dynamiki i kierunku zmian tych wskaźników pozwala na ocenę ich jakości. Porównuje się także zmiany, wykorzystując punkty odniesienia, jakimi są wskaźniki w innych państwach. Ważnym warunkiem jakości tych porównań jest zasada „porównuj podobne z podobnym”.
Wiele wskaźników pozwala na syntetyczną ocenę poziomu rozwoju gospodarczego kraju. Generalnie na podstawie poziomu PKB per capita wyróżnia się kraje G8, tak zwane rynki wschodzące oraz kraje Trzeciego, czy nawet Czwartego, Świata.

## Najważniejsze wskaźniki o charakterze ilościowym
- produkt krajowy brutto
- produkt narodowy brutto
- parytet siły nabywczej
- wysokość podstawowej stopy procentowej
- stopa inflacji
- wysokość deficytu budżetowego
- deflator
- wolumen importu oraz eksportu w przeliczeniu na mieszkańca

## Najważniejsze wskaźniki syntetyczne i o charakterze jakościowym
- indeks wskaźników wyprzedzających koniunkturę
- wskaźnik zatrudnienia
- poziom zadłużenia w relacji do PKB
- efektywna stawka opodatkowania
- kapitalizacja giełdy w stosunku do PKB
- rozmiary sektora bankowego w stosunku do PKB
- wskaźnik aktywności gospodarczej
- rozmiary inwestycji (lub wydatków na badania i rozwój) w stosunku do PKB
- liczba przyznawanych patentów
- wskaźniki struktury importu oraz eksportu
- liczba samochodów, telefonów, mieszkań itp. na 1000 mieszkańców
- poziom analfabetyzmu
- wskaźnik scholaryzacji
- wskaźnik rozwoju społecznego
- wskaźnik ubóstwa społecznego

Większość z powyższych mierników można znaleźć w rocznikach statystycznych, w Polsce opracowywanych i wydawanych przez Główny Urząd Statystyczny. Ważnymi wskaźnikami są także te, które pokazują strukturę wytwarzanego PKB. Porównania między krajami dowodzą, że kraje wysoko rozwinięte posiadają duży udział usług, a mały rolnictwa.